# HD 3
HD 3，又名BD+44 4550，SAO 36042、HR 1，是一颗位于仙女座的恒星，视星等为6.7，位于銀經114.44，銀緯-16.88，其B1900.0坐标为赤經0h 0m 1.1s，赤緯+44° -16.88′ 22″。

## 特性
- 光谱分类：A1Vn
- U−B 色指数
- B−V色指数：0.07

## 自行 (μ)
- 径向速度 (Rv)	0.08 km/s
- 赤经：18 mas/yr
- 赤纬：- mas/yr

## 其它命名
BD+44 4550，SAO 36042，HD 3，HR 1 